# Evžen Illín
Evžen Illín (* 2. November 1924 in Podunajské Biskupice, Tschechoslowakei; † 12. März 1985 in West-Berlin) war ein tschechoslowakischer Komponist.

## Biografie
Evžen Illín wurde von seinem Vater Eugen, einem Musiker, in dem Instrument Geige unterrichtet. Nach seinem Schulabschluss studierte er Komposition und Fagott bei Jaroslav Řídký und Emil Hlobil am Prager Konservatorium. Nach seinem Studium arbeitete er als Komponist für Hörspiele. Seit Ende der 1950er Jahre war er beim Tschechoslowakischen Film als Komponist beschäftigt. Mit seiner Übersiedelung nach Westdeutschland war er ab 1970 für die Musik von deutschen Fernsehproduktionen wie Tanker, Keine Spürhunde für den Fiskus und Tatort: Wat Recht is, mutt Recht blieben zuständig.

## Filmografie (Auswahl)
- 1958: Der Tod im Sattel (Smrt v sedle)
- 1960: Der Meisterschütze (Ledoví muži)
- 1960: Der siebente Kontinent (Sedmý kontinent)
- 1960: Flugplatz gesperrt (Letiště nepřijímá)
- 1960: Überall leben Menschen (Všude žijí lidé)
- 1960: Verräter im Netz (Páté oddělení)
- 1962: Die schwarze Dynastie (Černá dynastie)
- 1963: Clown Ferdinand und die Rakete (Klaun Ferdinand a raketa)
- 1965: Die Liebe einer Blondine (Lásky jedné plavovlásky)
- 1965: Die unmögliche Frau (Strašná žena)
- 1965: Eine ungewöhnliche Klasse (Neobyčejná třída)
- 1967: Das Haus der verlorenen Seelen (Dům ztracených duší)
- 1967: Altprager Melodien (Ta naše písnička česká)
- 1968: Pension für Junggesellen (Pensión pro svobodné pány)
- 1970: Tanker
- 1971: Jaider – der einsame Jäger
- 1972: Galgentoni
- 1973: Mit der Liebe spielt man nicht
- 1974: Das einsame Haus
- 1974: Tatort: Eine todsichere Sache
- 1975: Die Verwandlung
- 1975: Keine Spürhunde für den Fiskus
- 1976: Ein herrlicher Tag
- 1977: Der Haupttreffer
- 1977: Flucht
- 1978: Zwischengleis
- 1978: Die Straße
- 1978: Geschichten aus der Zukunft
- 1979: Tatort: Maria im Elend
- 1982: Die Aufgabe des Dr. med. Graefe
- 1982: Tatort: Wat Recht is, mutt Recht bliewen
- 1984: Ferdy (Ferda Mravenec, Fernsehserie, 25 Folgen)